# Isak Katali

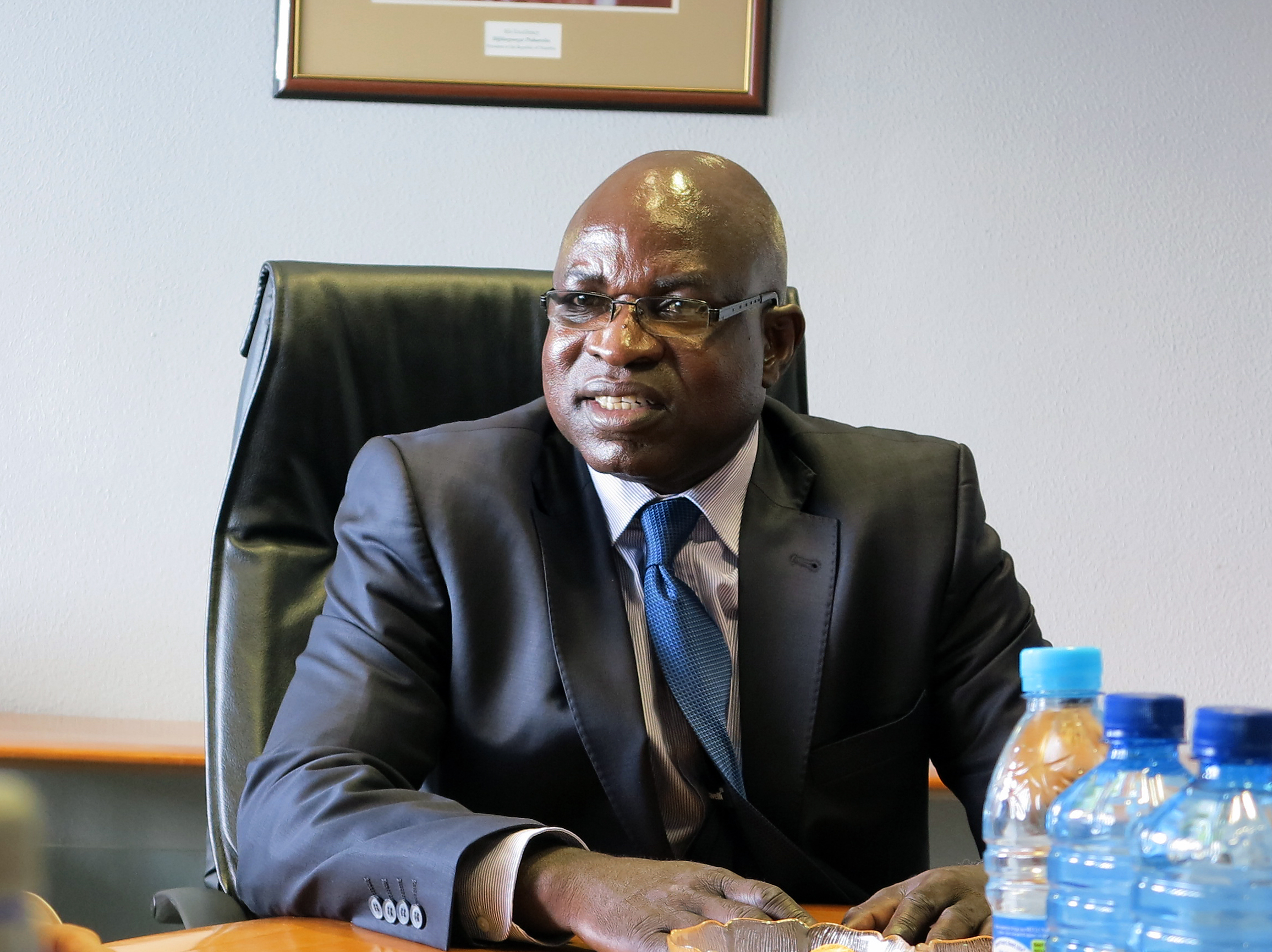
Isak Katali (2013)

Henry Isak Amalovu Katali (* 5. Januar 1958 in Eunda, Südwestafrika) ist ein namibischer Politiker der SWAPO. Er war im Kabinett Pohamba II von 2010 bis 2015 Minister für Bergbau und Energie.
Katali war von 2000 bis 2008 Vizeminister für Ländereien und Umsiedlung und anschließend Vizeminister im Ministerium für Landwirtschaft, Wasser und Forstwirtschaft. Er hält einen Bachelor und Master in Bildung sowie ein Honours in Planungswissenschaften.